# Tubo led

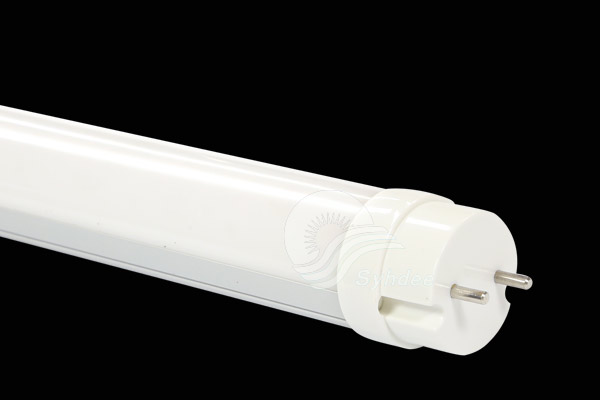
Tubo led

Un tubo led es una lámpara led diseñada como sustituto de los tubos fluorescentes tradicionales. Los tubos de led se adaptan a los zócalos y accesorios de los tubos fluorescentes de gas tradicionales, pero duran más y reducen el consumo de electricidad.

## Construcción del tubo led

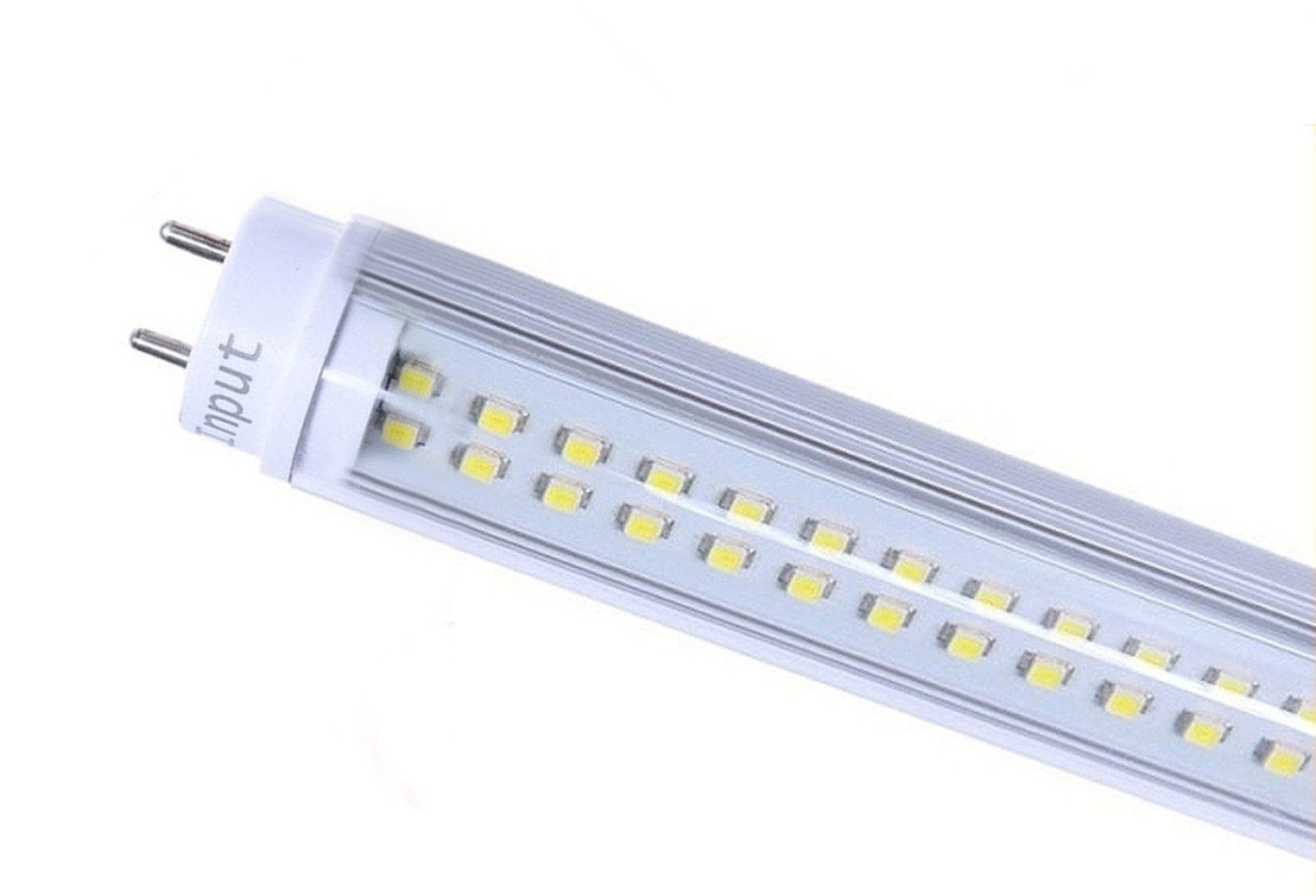
Extremo marcado Input de un Tubo led con diodos SMD

En la mayoría de los casos, los tubos LED utilizan una tira de diodos montada a lo largo de una carcasa de aluminio que actúa de refrigerador. Como resultado, no solo se consigue el efecto de iluminación, como en una lámpara fluorescente lineal tradicional, sino que también se garantiza una transmisión uniforme del calor a la carcasa.  
La carcasa de un tubo fluorescente varía según el modelo, pero se pueden distinguir tres tipos básicos de carcasas .
- Carcasas de vidrio: los tubos de led fabricados con esta tecnología son los tubos fluorescentes lineales más clásicos en términos de apariencia. Su producción es el más barata, hecho que se traduce en el precio final de este tipo de tubos fluorescentes. El diseño hace que el ángulo de iluminación sea de hasta 280 grados, haciendo que este tipo de carcasa sea más adecuada para el montaje a bajas alturas y en luminarias con reflector. Lamentablemente, este tipo de carcasa tiene una desventaja grave, que es la sensibilidad al daño mecánico. Del mismo modo que en los tubos fluorescentes de gas clásicos, la carcasa se puede romper, y así se pueden tener problemas en su transporte y uso
- Carcasas de aluminio: se utilizan principalmente en tubos fluorescentes de alta potencia, se fabrican sobre una gran carcasa de aluminio con una parte de transmisión de luz. Cómo el aluminio es un buen conductor del calor, el uso de un gran disipador de calor de este tipo permite emplear diodos LED de gran potencia) El ángulo de iluminación también se reduce (generalmente no es superior a los 120 grados), permitiendo el montaje a alturas más altas. Por desgracia, las carcasas de este tipo son las más caras, por el coste de la materia prima, el aluminio.
- Carcasas de polímeros: en la actualidad, como solución más popular, se utiliza una carcasa hecha de polímeros irrompibles como el policarbonato . Tienen todas las ventajas de los tubos fluorescentes de vidrio con una ventaja adicional, el aumento de la resistencia a los daños mecánicos. Los tubos fluorescentes no se rompen, de forma que se pueden utilizar, por ejemplo, en áreas de acceso público como: tiendas, grandes almacenes, etc. Son más caros que los tubos de vidrio, pero sus ventajas convencen a un número creciente de fabricantes.

## Tipos de tubos de led
Dado que los tubos de led se utilizan como sustitutos de los tubos fluorescentes de vapor de mercurio tradicionales, sus tipos y medidas se basan en las soluciones utilizadas en estos tubos tradicionales. En el mercado, se pueden encontrar tubos fluorescentes de dos caras y de una cara . Los tubos fluorescentes de doble cara son totalmente compatibles con la iluminación de 360° de los tubos fluorescentes convencionales, pero los más usados son los de una sola cara, y con ellos hay que tener en cuenta la orientación del haz de luz, que es más estrecho.   
Resumiendo, para los tubos de led se aplican las mismas designaciones clásicas. Las soluciones más populares para los tubos de led son:
T5: Tubo led con un diámetro de 16 mm. Equipado con un zócalo G5, un cilindro con dos patillas.
T8: Tubo led con un diámetro de 26 mm. (El tipo más popular) Equipado con un zócalo G13 (versión más grande del zócalo G5)
T12: Tubo led con un diámetro de 36 mm. (El tipo más raro) Equipado con el mismo zócalo que los tubos fluorescentes T8 (zócalo G13)

### Norma
La norma EN 62776 de tubos LED se basa en la norma internacional IEC 62776 "Double-capped LED lamps designed to retrofit lineal fluorescent lamps - Safety Specification"  (Lámparas LED de doble capuchón diseñadas para sustituir lámparas fluorescentes lineales - Especificaciones de seguridad), que se aplica a los tubos LED compatibles tanto con balasto magnético como electrónico.

### Conectores
Entre otros, el más corriente es un tipo de conectores que van directos a 220 V (fase y neutro) a pesar de que siempre tienen 2 patitas a cada extremo del cilindro, hay dos posibilidades de conexión de las patas:
- Opción I (Single-End Powered, SEP, Alimentación de un solo extremo): Las dos patitas de un extremo (en cortocircuito) "no se conectan al inversor" , las dos del otro extremo (marcado INPUT) se conectan a fase y neutro
- Opción II (Double-End Powered, DEP, Alimentación de Doble extremo): Las dos patitas (en cortocircuito) de un extremo se conectan a la fase y las dos patitas (en cortocircuito) del otro extremo van al neutro.

Nota: La Opción II no se recomienda, y a pesar de que es difícil de encontrar en el mercado si no es en restos de serie, a la hora de cambiar un tubo led, hay que verificar de qué tipo de tubo se trata, comparando con un tester el viejo y el nuevo, puesto que de lo contrario puede haber problemas (se puede causar un cortocircuito).

## Cableado de los tubos de led

Instalación de un tubo led. A: tubo LED, B: alimentación, C: cebador, D: contacto bimetálico, E: condensador, F: filamentos, G: reactancia inductiva o balasto

La instalación de tubos LED difiere significativamente en función del tipo de tubo considerado. Hay algunos que tienen más ventajas para las nuevas instalaciones, y otros "Plug-n-Play", donde no hay que modificar el cableado de las antiguas luminarias fluorescentes. Para instalaciones nuevas, la solución más popular empleada en el montaje de tubos LED es la alimentación directa a 220 V, también conocida como montaje Tipo B, con convertidor interno. Y además es la solución más económica, al excluir la reactancia.
- Montaje tipo B. Con inversor integrado en el tubo y funcionando directamente a línea de 220 V, sin reactancia. Actualmente es el montaje más usado, llegando la alimentación a uno de sus extremos (si se trata de un tubo SEP), donde los cables de fase y neutro están conectados a las patitas de este lado. El otro zócalo no está alimentado y se utiliza principalmente para soportar físicamente el tubo LED, con las patas en cortocircuito (que sirve para cerrar el circuito en el caso de querer un montaje Tipo A "Plug-n-Play"). Pros: la ausencia de reactancia conlleva un ahorro energético, ya que no se pierde energía a través de aquélla. Contra: precio más elevado del montaje (hay que re-cablear la instalación).

Además del montaje tipo B, hay otros tipos:
- Montaje tipo A o "Plug-n-Play". Con inversor integrado en el tubo, y funcionando con la  reactancia. Este montaje representa una instalación muy sencilla, compatible con el tubo fluorescente antiguo. Sólo hay que quitar éste y reemplazarlo por el tubo LED, junto con el fusible que sustituye al cebador. Es una solución muy económica, ya que elimina la necesidad de volver a pasar cables dentro de la caja de la luminaria. Debido a la enorme variedad de balastos electrónicos disponibles en el mercado, muchos fabricantes han efectuado pruebas de compatibilidad y han elaborado un listado completo de balastos compatibles con sus tubos LED. Pros: es muy fácil de montar en instalaciones antiguas. Contras: el coste por unidad, además del consumo de energía incrementado por la actividad de la reactancia. También el hecho de que si ésta fallara, el tubo LED nunca encenderá.
- Montaje tipo C. Con inversor externo, (empleando unos tubos LED más recientes y más caros) Se basa en un principio de funcionamiento similar al del tipo B. Pros: la instalación es más segura, ya que se suministra una baja tensión en las patitas, transformada por el convertidor externo (similar al antiguo balasto). Otorga la mayor reducción en consumo energético y es una buena opción para instalaciones pequeñas, cuando el objetivo principal no sea un corto tiempo de inactividad durante el montaje. Contras: Se utiliza muy pocas veces debido a su precio elevado, y la complejidad del montaje (significando el re-cableado de la instalación, con problemas en la ubicación del convertidor externo a la luminaria).
- Montaje híbrido, que combina los tipos A y B. Es una solución más costosa, que los fabricantes prácticamente no utilizan.

## Ventajas de los tubos de led
Aparte del ahorro energético, los tubos de led tienen una serie de ventajas que les ayudan a superar a sus homólogos de gas. En primer lugar, no contienen compuestos de mercurio, lo que los hace más ecológicos en su reciclaje . En combinación con el uso de tubos de policarbonato o de aluminio que no se rompen, es un sustituto ideal en lugares públicos como por ejemplo almacenes de alimentos, hospitales y aparcamientos, con capacidad de elegir el tono de blanco más adecuado al entorno. Además, tienen todas las ventajas de la iluminación led, como la luz dirigida, la baja radiación UV, y su larga vida.